# Комплекс зданий и сооружений Калинкинского пивоваренного завода

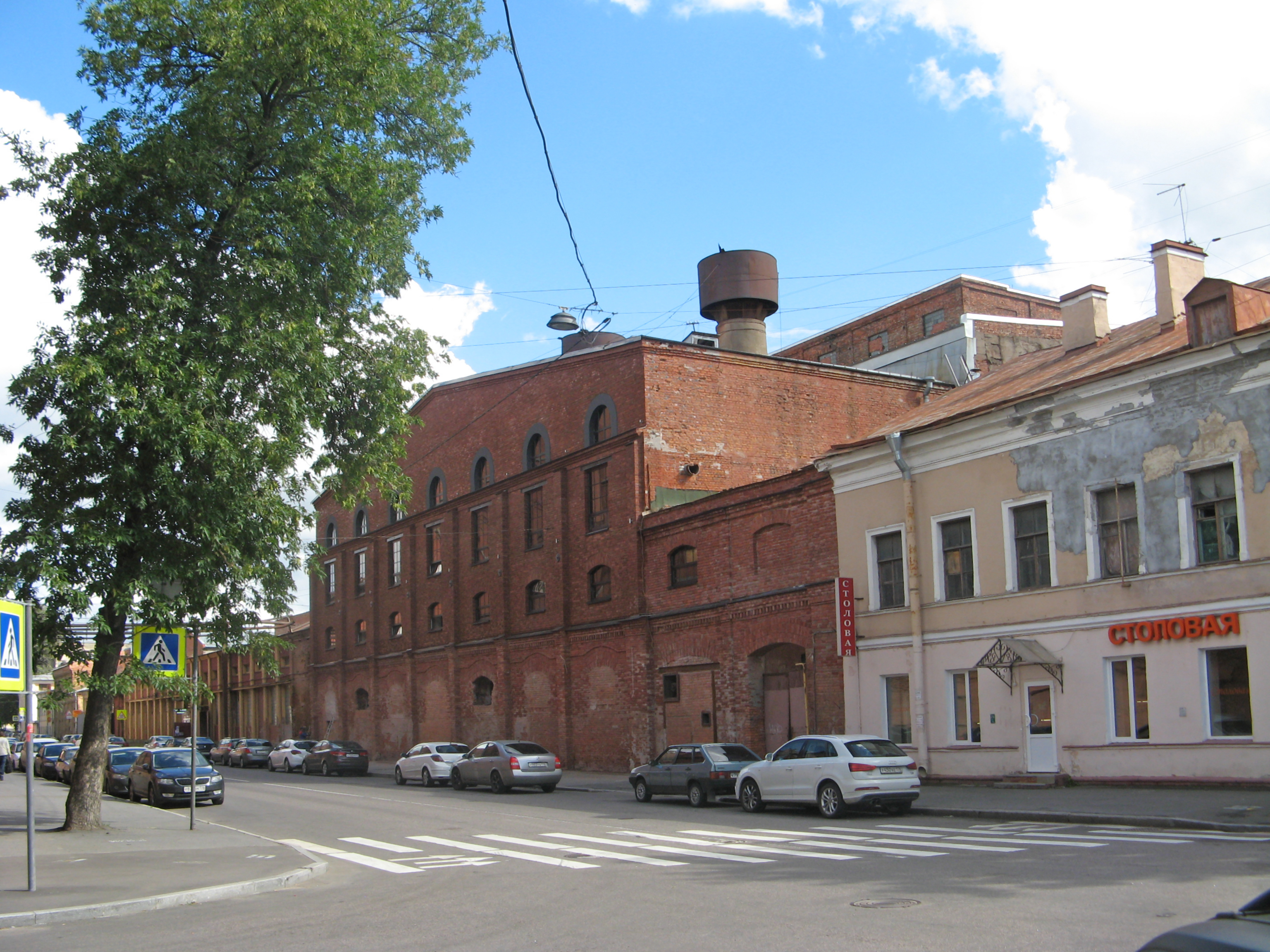
Бродильный цех

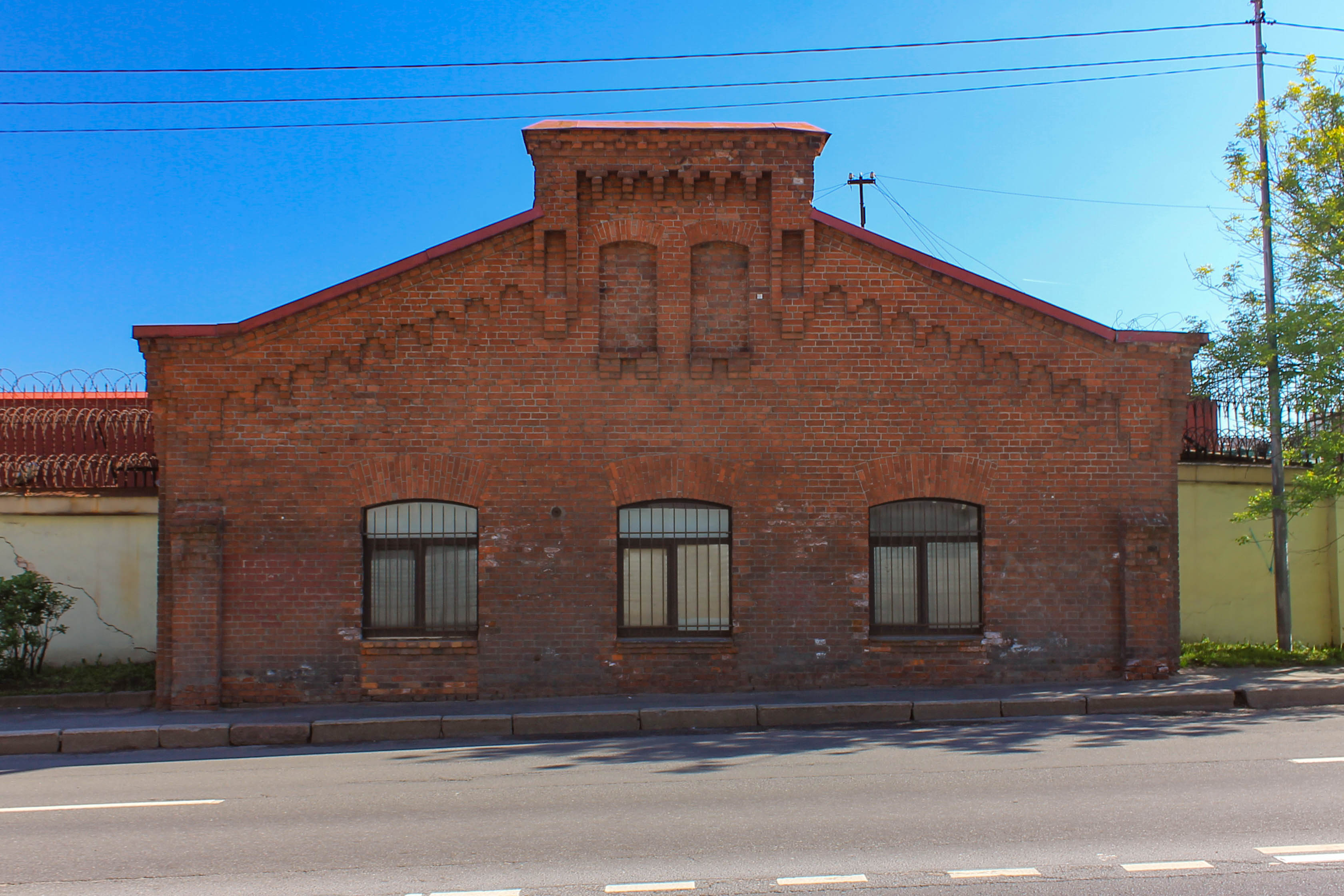
Бондарная мастерская

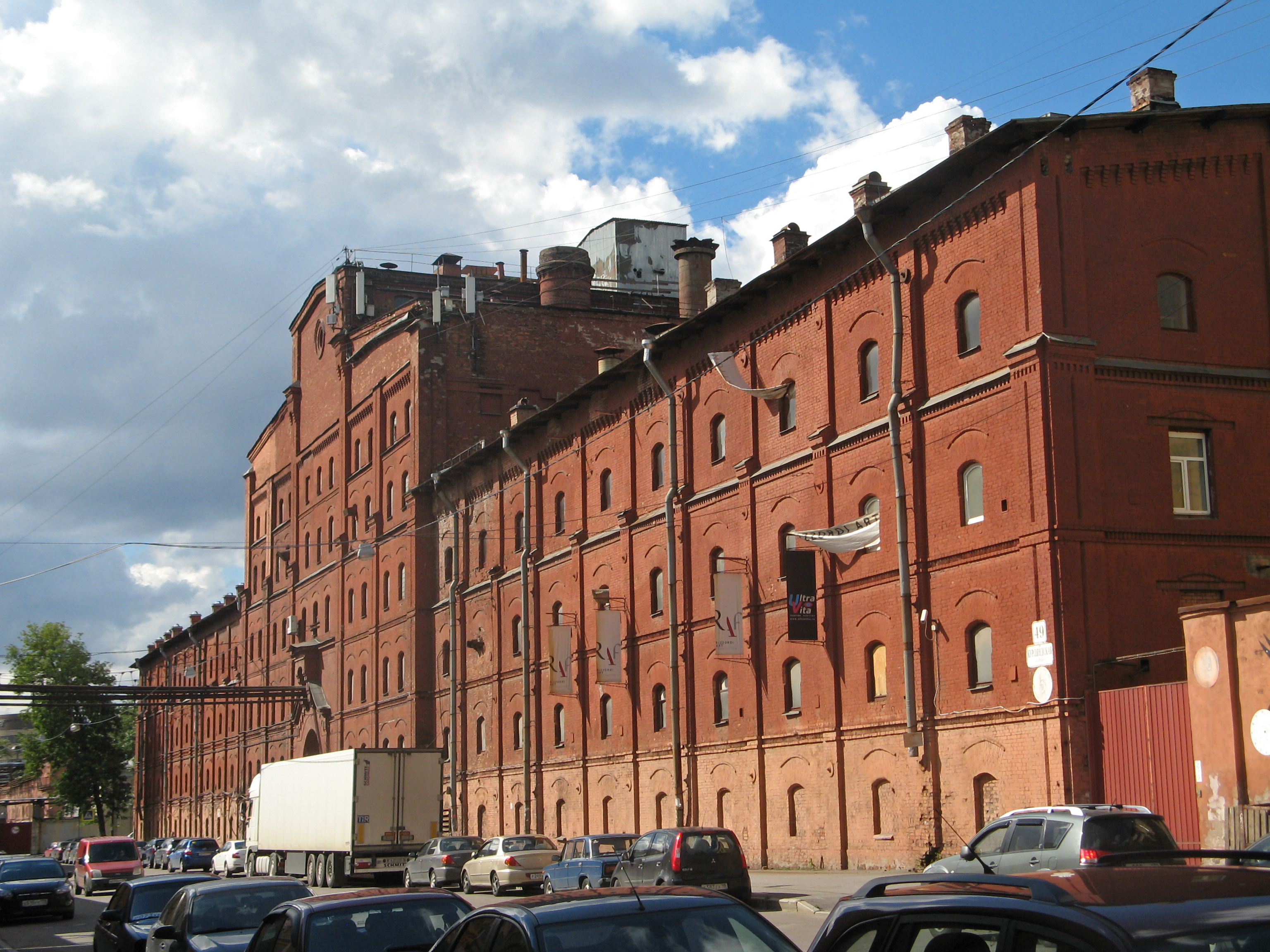
Солодовня

Комплекс зданий и сооружений Калинкинского пивоваренного завода — памятник архитектуры. Расположен в Санкт-Петербурге, современный адрес — Курляндская улица, 49, улица Степана Разина, 6Г, 7, 8а литера Б,, 9Г, 9Ф, 13, Рижский проспект, 78, 80.
Завод занимает несколько участков, застройка каждого из которых проходила относительно независимо друг от друга. Хотя первые архитектурные конкурсы на постройку пивоварен относились к Выборгской стороне, те здания не сохранились; самые ранние сооружения Калинкинского завода, таким образом, относятся к самым ранним из существующих в городе пивоваренных сооружений.
Пивоварни, принадлежавшие Ною Казалету, работали у Калинкина моста с конца XVIII века. Его сыновья, Пётр и Александр, основали новое предприятие неподалёку от старых. В середине XIX века Пётр Ноевич Казалет постепенно скупил лесопильный завод Скрябина и частные участки, находившиеся вдоль Екатерингофки. Каменная ограда с воротами, башня с часами и двухэтажные дома завода сохранились, они выходят на западную сторону предприятия; рядом с ними строились цеха для разливки готовой продукции и её транспортировки, вспомогательные и административные здания.
В 1860-х годах завод Казалета был преобразован в Калинкинское пивоваренное и медоваренное товарищество (с Э. П. Казалетом в числе учредителей), было решено расширить производство. Главный розливной цех (изначально неоштукатуренное кирпичное одноэтажное длинное здание с двускатной кровлей по деревянным стропилам, небольшими окнами с жалюзийными решётками, квадратными нишами и горизонтальной тягой по основанию стропил) был построен в 1859 году по проекту Л. Л. Бонштедта, в 1860 году он был расширен по проектам В. Е. Стуккея и И.-Н. И. Вельтнера, в 1901 году — по проекту В. Р. Бернгарда.

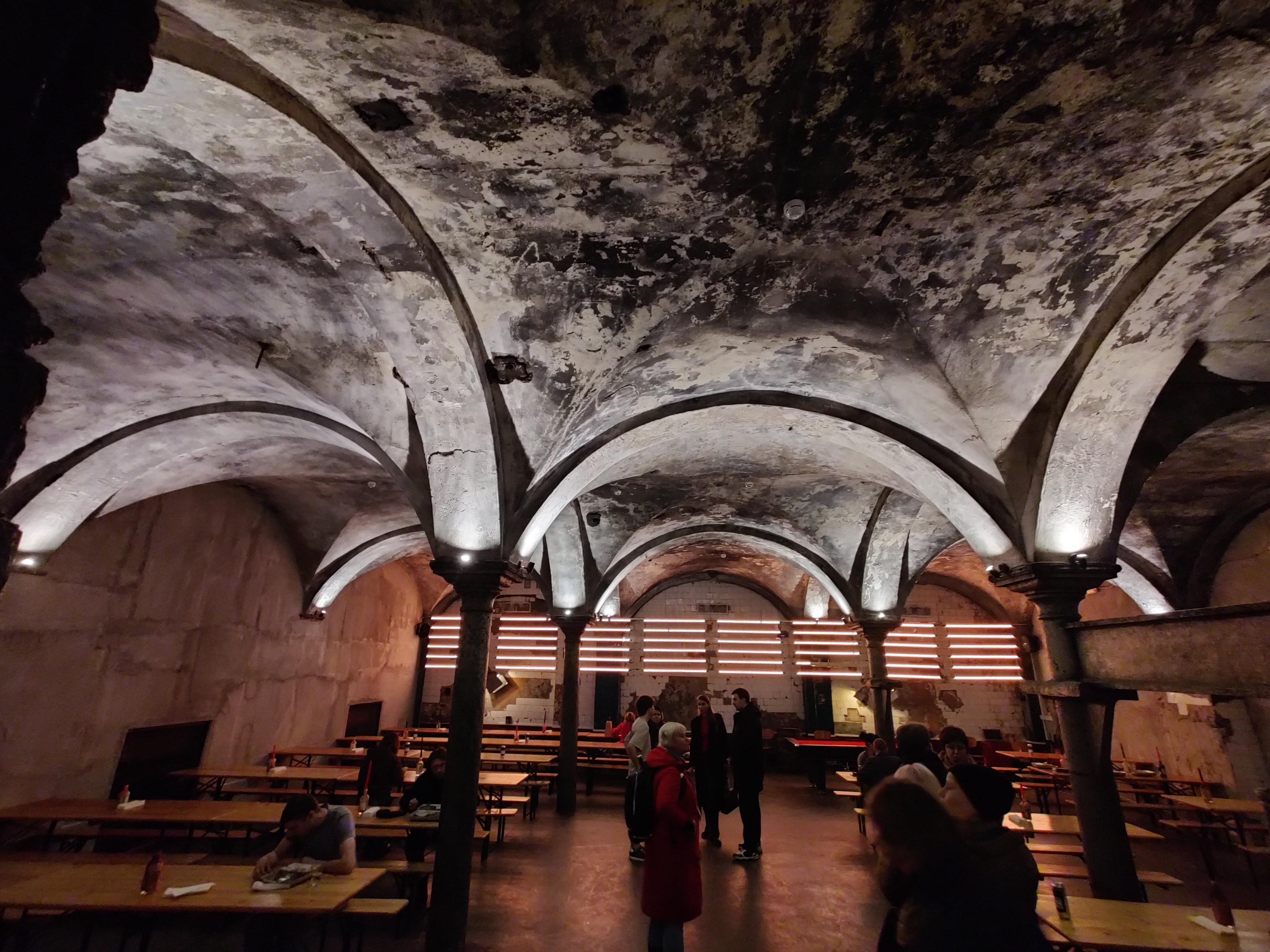
Металлические колонны, держащие своды бродильного цеха

На юго-востоке территории завода строились бродильные и варочные цеха. Бродильный цех был построен Бонштедтом в 1862—1863 годах, он расширялся и достраивался Э. Г. Юргенсом в 1873 году, В. Р. Бернгардом в 1897 году, В. Н. Куцкевичем в 1910 году. Архитектура здания утилитарная, но выразительная за счёт использования эстетики новых конструкций, металлических колонн, держащих сводчатые покрытия.
Здание солодовни в северо-восточном квартале завода построил в кирпичном стиле Э. Г. Юргенс, строительство шло в две очереди, в 1875 и 1876 годах. У сооружения толстые внешние стены, оно в соответствии с шагом металлического каркаса расчленено простыми лопатками, в стенах сделаны небольшие окна-бойницы с лучковыми очертаниями; в художественный образ здания включены металлические связующие скобы и завершения вентиляционных шахт. Рядом с солодовней стоят кладовые, ледники, погреба для сырья.
Также Юргенс построил для завода ледники и бродильню (1873—1876 годы), производственное здание на набережной Обводного (1879 год), жилой дом для служащих (проект 1880 года), расширил существующие корпуса.
В. Р. Бернгард построил в 1887 году здание заводоуправления (позднее надстроенное), в вестибюле которого стоят колонны со своеобразным рисунком. В 1891 году он построил служебное здание для конюшен, квартир и столовой в мансардном этаже; два протяжённых корпуса соединены под прямым углом, на углу расположен круглый манеж с куполом с фонарём верхнего света. В 1897 году Бернгард построил производственное здание раннего функционально-конструктивного направления (включив в него построенный Бонштедтом бродильный цех); пилястры и профилированные тяги здания будто бы наложены на кирпичную стену, образуя каркасную структуру, соответствующую внутреннему металлическому каркасу.
В 1903 году А. А. Гимпель построил бондарную мастерскую в кирпичном стиле. В 1910 году по проекту В. Н. Куцкевича было построено аналогичное здание мастерской, тот же инженер надстроил бродильный цех.
Завод работал до сентября 2009 года, некоторое время после этого использовался как дистрибуционный центр группы Heineken. В 2013 году участок в 7,4 гектара был продан под технопарк. После этой продажи КГИОП снял охранный статус с двух зданий, ранее числившихся в числе памятников архитектуры (здание цеха розлива и транспортировки и «лицевое двухэтажное здание»), бывшее здание бронзовой фабрики (в котором в 1990-е годы размещалась администрация завода) было согласовано под снос, были отремонтированы здание цеха розлива и транспортировки и бродильный цех, одно из зданий было без соответствующих разрешений надстроено третьим этажом, снесённым после разбирательств.